# Montoya (Nuovo Messico)
Montoya è una comunità non incorporata degli Stati Uniti d'America della contea di Quay nello Stato del Nuovo Messico. Si trova sulla storica Route 66. È il sito del Richardson Store, elencato nel National Register of Historic Places.